# 朱向东
朱向东（1955年2月—2005年9月1日），男，汉族，山东莱阳人，中华人民共和国政治人物，高级统计师，曾任国家统计局副局长。长期关注三农问题，曾领导“国家统计局农调队课题组”，编辑《中国农民收入增长问题》、《农村经济调查研究文集》、《中国农村居民消费与市场》。

## 生平
1970年参加中国人民解放军，1974年加入中国共产党。1977年以來，历任中华人民共和国计划委员会统计局农业组干部，中华人民共和国统计局农业组、农村司干部，国家统计局农村社会经济调查总队副处长、处长、副总队长兼农经司副司长、中国粮食及农业统计中心主任、国家统计局机关服务中心代主任、办公室主任、农村社会经济调查总队总队长等职。1991年4月，任国家统计局党组成员。2001年1月，任国家统计局副局长（副部级）。
2005年9月1日下午在台湾北投阳明山临时参访中央气象局竹子湖气象站，在单人泡温泉时因門窗緊閉，在缺氧狀態下產生休克，導致其沉入水池中窒息而死。

## 家庭
妻子罗中涛，育有一子朱镭。